# Bouffignereux
Bouffignereux település Franciaországban, Aisne megyében. Lakosainak száma 95 fő (2022. január 1.). Bouffignereux Guyencourt, Roucy, Bouvancourt és Cormicy községekkel határos.

## Népesség
A település népességének változása:
| Lakosok száma | 60   | 89   | 111  | 111  | 103  | 102  | 102  | 99   | 98   | 95   |
|               | 1968 | 1982 | 1990 | 2006 | 2013 | 2015 | 2017 | 2019 | 2020 | 2022 |